# Stenospermation spruceanum
Stenospermation spruceanum — вид квіткових рослин із родини кліщинцевих (Araceae), роду Stenospermation. Це витка рослина, рідним ареалом якої є Бразилія, Колумбія, Коста-Рика, Французька Гвіана, Гватемала, Гаяна, Панама, Перу, Венесуела.